# Wakulowe
Wakulowe (ukrainisch Вакулове; russisch Вакулово Wakulowo) ist ein Dorf in der ukrainischen Oblast Dnipropetrowsk. Das Mitte der 1920er Jahre gegründete Dorf hat eine Fläche von etwa 2,5 km² und etwa 1000 Einwohner (2012).

## Geschichte
Das Dorf wurde 1924 nach der Landnahme durch jüdische Siedler aus den umliegenden Dörfern gegründet und trug bis 1934 den Namen Tschemerynske (Чемеринське), danach bis zur deutschen Besetzung Stalindorf (Сталіндорф), während der deutschen Besatzung wurde es Friesendorf genannt, nach der Rückeroberung durch die Rote Armee dann ab 15. August 1944 Stalinske (Сталінське) und ab 1961 Schowtnewe (ukrainisch Жовтневе; russisch Жовтневое/Schowtnewoje), im Zuge der Dekommunisierung der Ukraine wurde der Ort am 19. Mai 2016 auf den Namen Wakulowe zurückbenannt.
Zwischen 1931 und 1941 bzw. 1944 und 1945 war der Ort das Rajonszentrum des Jüdischen Nationalrajons Stalindorf.

## Geographie
Das Dorf liegt im Osten des Rajon Krywyj Rih 20 km südlich vom ehemaligen Rajonzentrum Sofijiwka in 1,5 km Entfernung vom linken Ufer der Schowtenka (Жовтенька), einem 42 km langen Nebenfluss der Kamjanka. Durch Wakulowe verläuft die Territorialstraße T–04–19.

## Verwaltungsgliederung
Am 14. August 2015 wurde das Dorf zum Zentrum der neugegründeten Landgemeinde Schowtnewe (Жовтнева сільська громада/Schowtnewa silska hromada). Zu dieser zählen auch die 17 in der untenstehenden Tabelle aufgelisteten Dörfer, bis dahin bildete es zusammen mit den Dörfern Lenina/Datschne, Jawdochiwka, Kalaschnyky, Marjiwka, Pawliwka, Petropawliwka, Sadowe und Ukrajinka die gleichnamige Landratsgemeinde Schowtnewe (Жовтнева сільська рада/Schowtnewa silska rada) im Süden des Rajons Sofijiwka. Am 19. Mai 2016 wurde die Landgemeinde analog zum Hauptort auf den Namen Landgemeinde Wakulowe (Вакулівська сільська громада/Wakuliwska silska hromada) umbenannt.
Am 17. Juli 2020 kam es im Zuge einer großen Rajonsreform zum Anschluss des Rajonsgebietes an den Rajon Krywyj Rih.
Folgende Orte sind neben dem Hauptort Wakulowe Teil der Gemeinde:
| Name                     | Name           | Name                            |
| ukrainisch transkribiert | ukrainisch     | russisch                        |
| ------------------------ | -------------- | ------------------------------- |
| Basawlutschok            | Базавлучок     | Базавлучок (Basawlutschok)      |
| Datschne                 | Дачне          | Дачное (Datschnoje)             |
| Jawdochiwka              | Явдохівка      | Авдотьевка (Awdotjewka)         |
| Kalaschnyky              | Калашники      | Калашники (Kalaschniki)         |
| Marjiwka                 | Мар'ївка       | Марьевка (Marjewka)             |
| Nowi Kowna               | Нові Ковна     | Новые Ковна (Nowyje Kowna)      |
| Nowooleksijiwka          | Новоолексіївка | Новоалексеевка (Nowoalexejewka) |
| Nowopodilske             | Новоподільське | Новоподольское (Nowopodolskoje) |
| Nowowassyliwka           | Нововасилівка  | Нововасилевка (Nowowassilewka)  |
| Nowowitebske             | Нововітебське  | Нововитебское (Nowowitebskoje)  |
| Odrubok                  | Одрубок        | Отрубок (Otrubok)               |
| Pawliwka                 | Павлівка       | Павловка (Pawlowka)             |
| Petropawliwka            | Петропавлівка  | Петропавловка (Petropawlowka)   |
| Sadowe                   | Садове         | Садовое (Sadowoje)              |
| Schowte                  | Жовте          | Жёлтое (Schjoltoje)             |
| Ternuwatka               | Тернуватка     | Терноватка (Ternowatka)         |
| Ukrajinka                | Українка       | Украинка (Ukrainka)             |